# Juan de Jongh
Juan Leon de Jongh (Paarl, 15 aprile 1988) è un rugbista a 15 sudafricano, tre quarti centro dei Stormers in United Rugby Championship.

## Biografia
Cresciuto nelle file del Western Province, con esso esordì in Currie Cup nel 2009.
Dopo la partenza di Jean de Villiers passò nella franchise professionistica in Super Rugby degli Stormers nel 2010.
Nello stesso anno esordì negli Springbok, in un test match contro il Galles, approfittando dell'indisponibilità, nel ruolo di tre quarti centro, di Butch James.
Più recentemente ha fatto parte della selezione sudafricana alla Coppa del Mondo di rugby 2011.
Ha vinto la medaglia di bronzo olimpica a Rio de Janeiro 2016 con la nazionale sudafricana di rugby a 7.

## Palmarès

### Rugby a 15
- United Rugby Championship: 1
Stormers 2021-22

### Rugby a 7
- Bronzo olimpico: 1
Sudafrica: 2016